# Crash Bash
Crash Bash (в Японии вышедшая под названием Crash Bandicoot Carnival) — игра, разработанная Eurocom, первая игра из серии игр Crash Bandicoot, разработку которой вела не Naughty Dog и последняя игра серии вышедшая на PlayStation. Релиз состоялся 9 ноября 2000 года в США, 1 декабря 2000 года в Европе и 14 декабря 2000 года в Японии.

## Игровой процесс
Игра происходит в пяти warp room, на каждом этаже находятся разное количество порталов, ведущих к мини-игре или битве с боссом. В мини-игре участвуют четыре игрока. Можно играть одному против трёх игроков, которыми управляет компьютер (по принципу «каждый сам за себя»), а можно вдвоём против двух компьютерных (по принципу «двое на двое»). Проходя мини-игры, игрок собирает трофеи (кубки), затем драгоценные камни, кристаллы, золотые и платиновые реликты.

### Типы мини-игр
- Ballistix — игра, напоминающая Pong, на квадратной арене с четырьмя воротами. Каждый игрок должен защищать свои ворота, двигая корабль и отбивая летящие в его сторону шары. Игроки начинают с некоторым количеством шаров на счету (15, 12 или 20), каждый пропущенный шар снимается со счёта. Игрок, у которого осталось 0 шаров, проигрывает, а его ворота блокируются. Победителем становится последний оставшийся.
- Polar Push — арена расположена на айсберге, на котором четыре игрока на полярных медведях пытаются столкнуть друг друга с айсберга. Время от времени на арене появляются усиления, с помощью которых можно на время остановить оппонентов, увеличить своего медведя или автоматически избавиться от одного из соперников.
- Pogo Pandemonium — игра происходит на арене 8 на 8 квадратов, по которым перемещаются игроки. Каждый игрок, проходя по квадрату, перекрашивает его в свой цвет. На всех уровнях данного типа, кроме одного, нужно вскрывать фиолетовые ящики с восклицательным знаком, чтобы к счёту добавилось число, равное количеству полей, перекрашенных в цвет игрока. Побеждает игрок с наибольшим счётом.
- Crate Crush — на открытой арене располагаются четыре игрока и ящики — стандартные, TNT- и нитро-ящики. Цель — избавиться от своих оппонентов, кидая в них ящики или атакуя их в ближнем бою. Когда у игрока не остаётся здоровья, он исчезает с арены. Побеждает последний оставшийся игрок.
- Tank Wars — игра происходит на арене в виде сетки, вид которой меняется в зависимости от уровня. У каждого игрока есть танк, три мины и неограниченный запас оружия. Цель игры — уничтожить танки противников.
- Crash Dash — гонки на время по открытой кольцевой трассе. Для ускорения своего болида надо подбирать фрукты Wumpa, чтобы задерживать других игроков, надо подбирать ракеты. Игрок, который первым пройдёт определённое количество кругов, выигрывает.
- Medievil mayhem — уровни этого типа заметно отличаются друг от друга. Общее у них то, что нужно набрать больше очков, чем остальные игроки, которые будут мешать делать это.

### Получение наград за прохождение
- Трофей — обыграть оппонентов в трёх раундах, прежде чем это сделают они.
- Драгоценный камень — чаще всего, победить в одном раунде за малый промежуток времени (для одного игрока этот промежуток либо 30, либо 60 секунд; для двух это всегда 30 секунд). В некоторых мини-играх — данное количество очков нужно снизить до нуля, прежде чем закончится время или это сделают оппоненты, при этом у соперников меньше очков.
- Кристалл — победить в одном раунде; но правила игры немного меняются, причём так, что игра становится сложнее. В некоторых мини-играх игрок теряет возможность делать какие-либо ходы, в отличие от противников; в некоторых — появляются дополнительные препятствия. (Во время игры за кристалл изменяется внешний вид арены, и она выглядит не так, как в играх за другие награды).
- Золотой реликт — два раза подряд обыграть чемпионов данной арены. Меняется состав игроков, поэтому выиграть подряд два раунда становится сложнее, чем выиграть три раунда в игре за трофей.
- Платиновый реликт — то же самое, что и золотой реликт, но теперь нужно выиграть подряд три раунда.

## Сюжет

### Начало
В неизвестной части космической атмосферы Аку Аку поспорил со своим братом-близнецом Ука Ука о том, что же сильнее: добро или зло. Ука Ука верит в то, что он сильнейший, и что зло обязательно сможет победить. Аку Аку решает, что нужно разрешить этот спор раз и навсегда. Ука Ука собирается напасть на брата, но Аку Аку останавливает его, напоминая, что Древние не потерпели бы насилия между ними. Тогда Ука Ука соглашается провести состязание — его игроки против игроков Аку Аку. Аку Аку  соглашается и телепортирует к себе двух игроков: Крэша и Коко. В это время Ука Ука телепортирует к себе своих игроков: Доктора Нео Кортекса, Нитруса Брио, Тигра Тайни, Коала Конга, Дингодила и Рилла Ру. Аку Аку замечает, что у брата слишком много игроков, и требует отдать ему двух. Ука Ука отдаёт ему Тигра Тайни и Дингодила, и игра начинается.

### Концовка
Конец игры зависит от того, чьим игроком была пройдена игра — одним из игроков Аку Аку (светлая сторона) или Ука Ука (тёмная сторона).
Если игроком светлой стороны: Ука Ука в ярости пытается узнать, какие трюки использовал Аку Аку, чтобы победить его. Аку Аку отвечает, что не использовал никакого обмана, что он заранее знал, что Ука Ука пытается реализовать свой план по похищению кристаллов. Пока Ука Ука срывает злость на своих игроках, Аку Аку прячет кристаллы в каменном ящике, говоря, что там они в безопасности. Ука Ука требует то, что принадлежит ему, и он это получает — наказание за то, что побеспокоил кристаллы. Ука Ука попадает в вихрь и выбрасывается в космос.
Если игроком тёмной стороны: во Вселенной начинается буря, возвещающая, что Ука Ука победил. Он говорит Аку Аку, что у него был тайный план — похитить все кристаллы и принять на себя их энергию. Аку Аку удивляется, как наивно было думать, что добро всегда само собой побеждает зло. Теперь, когда Ука Ука стал силён, Аку Аку приказывает Крэшу и Коко убегать и спасаться. Могущественный Ука Ука громогласно объявляет, что теперь некуда бежать и негде прятаться.
Если ничья: (в режиме мультиплеера один участник играл за светлую сторону, а другой — за тёмную) Аку Аку и Ука Ука решают, что их игроки должны встретиться лицом к лицу. Игрокам будет предложена мини-игра, где они будут сражаться между собой только вдвоём, как в уровне «Удар джунглей» (англ. Jungle Bash). После каждого раунда объявляется «Победило добро» (англ. Good wins) или «Победило зло» (англ. Evil wins) — в зависимости от того, кто выиграл раунд. После трёх сыгранных раундов будет показана концовка, опять же зависящая от того, игрок светлой или тёмной стороны выиграл.

## Отзывы
| Сводный рейтинг       | Сводный рейтинг |
| Агрегатор             | Оценка          |
| --------------------- | --------------- |
| GameRankings          | 71,27 %         |
| Metacritic            | 68/100          |
| Иноязычные издания    |                 |
| Издание               | Оценка          |
| GamePro               | 4/5             |
| GameRevolution        | B               |
| GameSpot              | 6/10            |
| GamesRadar+           | 88/100          |
| IGN                   | 7,5/10          |
| Русскоязычные издания |                 |
| Издание               | Оценка          |
| OPM Russia            | 6,5/10          |

Игра получила смешанные отзывы, критики посчитали, что Crash Bash пыталась дать отпор серии игр Mario Party на Nintendo 64.